# Love Island. Wyspa miłości
Love Island. Wyspa miłości – polski program telewizyjny typu reality show oparty na brytyjskim formacie Love Island, emitowany w latach 2019–2024 początkowo na antenie telewizji Polsat, a następnie TV4. Jego prowadzącą została Karolina Gilon. Producentem wykonawczym programu jest Jake Vision.

## Charakterystyka formatu
Na początku udział w programie bierze dziesięcioro uczestników – pięciu mężczyzn i pięć kobiet, którzy spędzają kilka tygodni w willi na wyspie (bez dostępu do telefonów komórkowych oraz Internetu ani kontaktu z bliskimi). W każdym odcinku będą pojawiać się nowi mieszkańcy. Uczestnicy programu muszą zdecydować, czy zmieniają partnera czy pozostają przy pierwszym wyborze. Najmniej lubiani lub odtrąceni przez partnera zawodnicy odpadają z programu.
W trakcie pobytu uczestników na wyspie widzowie mogą korzystać ze specjalnej aplikacji na urządzenia mobilne. Dostępne są na niej sondy dotyczące relacji między wyspiarzami i samych wyspiarzy, kwizy oraz inne materiały dodatkowe. Aplikacja umożliwia także głosowanie na uczestników, które determinuje zwycięzców edycji.
Format po raz pierwszy ukazał się w Wielkiej Brytanii w 2005 roku, jednak ma on łudząco podobne zasady do emitowanego dwa lata wcześniej w Stanach Zjednoczonych programu „Paradise Hotel”. Reguły gry w obu przypadkach są takie same, wliczając w to istnienie decyzji o podziale wygranej w ostatnim odcinku; jedyną różnicą jest sposób promowania programu – w „Love Island. Wyspie miłości” (emitowanym na antenie telewizji Polsat) zawodnicy z założenia mają dążyć do tworzenia par, które przetrwają również po programie, natomiast „Hotel Paradise” (emitowany na antenie TVN 7) nastawiony jest na ukazywanie rywalizacji i intryg w drodze do zwycięstwa.

## Zasady programu
Pierwszy dobór w pary
Pierwszego dnia do wilii przyjeżdża pięć kobiet, a następnie pięciu mężczyzn. Panowie są kolejno przedstawiani paniom. Gdy uczestniczce spodoba się dany kandydat, może wyjść podczas doboru w pary przed szereg, aby wyrazić zainteresowanie chłopakiem. Wybór należy jednak do mężczyzny – może on wskazać dowolną partnerkę (nawet tę, która już wcześniej została przez kogoś wybrana).
Nowi mieszkańcy
Następnie do gry wkracza kolejna osoba (lub kolejne osoby). Zadaniem nowych mieszkańców jest „odbicie” innemu uczestnikowi jego partnera. Jest to warunek pozostania w programie, ponieważ jedną z reguł gry pozostaje hasło: na Wyspie Miłości nie można być samotnym. W kolejnych etapach projektu do willi wchodzą kolejne osoby (niekoniecznie tej samej płci), dlatego liczba par w grze waha się często między pięć a sześć.
Przeparowanie
Po określonym czasie wspólnego mieszkania w willi kobiety zasiadają w kręgu ognia i dobierają do siebie partnerów, z którymi chciałyby tworzyć parę do następnych eliminacji lub wyborów takich dokonują mężczyźni. Niewybrani uczestnicy odpadają z programu.
W kolejnym dniach do wyspiarzy dołączają kolejni zawodnicy i gra toczy się na podobnych zasadach. Wybór partnera przypada kobietom i mężczyznom naprzemiennie (choć zdarzają się wyjątki od tej reguły).
W programie zdarzają się osobne eliminacje – często niezapowiedziane. Wtedy willę opuszczają uczestnicy wytypowani przez pozostałych wyspiarzy bądź wskazani przez widzów.
Finał
Przez dwie doby przed dniem finału widzowie głosują na parę, która ich zdaniem ma wygrać program. Dwójka, która uzyska najwięcej głosów wygrywa program. Każde z dwojga zwycięzców otrzymuje dwie koperty – jedną z napisem „miłość”, drugą z napisem „100 000 zł”. Uczestnicy muszą wybrać kopertę, pamiętając że są trzy możliwe skutki ich decyzji:
- obie osoby wybierają kopertę z napisem „miłość” – wtedy główna nagroda jest dzielona po równo między uczestników (każdy dostaje 50 000 zł);
- jedna osoba wybiera „miłość”, druga „100 000 zł” – cała kwota trafia tylko do osoby, która zdecydowała się na pieniądze;
- obie osoby wybierają „100 000 zł” – pula przepada i wszyscy odchodzą bez pieniędzy.

## Wyniki poszczególnych edycji

### I edycja (jesień 2019)
| Miejsce    | Ostateczne pary                                    | Ostateczne pary                                    | Ostateczne pary                                    | Sposób zajęcia danej pozycji |
| ---------- | -------------------------------------------------- | -------------------------------------------------- | -------------------------------------------------- | ---------------------------- |
| 1.         | Sylwia Madeńska (27) oraz Mikołaj Jędruszczak (26) | Sylwia Madeńska (27) oraz Mikołaj Jędruszczak (26) | Sylwia Madeńska (27) oraz Mikołaj Jędruszczak (26) | głosowanie widzów            |
| 2.         | Marietta Fiedor (22) oraz Franciszek Rumak (25)    | Marietta Fiedor (22) oraz Franciszek Rumak (25)    | Marietta Fiedor (22) oraz Franciszek Rumak (25)    | głosowanie widzów            |
| 3.         | Oliwia Miśkiewicz (25) oraz Maciej Szewczyk (25)   | Oliwia Miśkiewicz (25) oraz Maciej Szewczyk (25)   | Oliwia Miśkiewicz (25) oraz Maciej Szewczyk (25)   | głosowanie widzów            |
| Eliminacja | Pozostali uczestnicy                               | Pozostali uczestnicy                               | Pozostali uczestnicy                               | Powód eliminacji             |
| 9.         | Beata Grucela (27) oraz Damian Habiera (22)        | Beata Grucela (27) oraz Damian Habiera (22)        | Beata Grucela (27) oraz Damian Habiera (22)        | głosowanie widzów            |
| 8.         | Monika Kozakiewicz (22) oraz Paweł Tyburski (25)   | Monika Kozakiewicz (22) oraz Paweł Tyburski (25)   | Monika Kozakiewicz (22) oraz Paweł Tyburski (25)   | głosowanie uczestników       |
| 7.         | Ada Śledź (20)                                     | Ada Śledź (20)                                     | Ada Śledź (20)                                     | przeparowanie                |
| 7.         | Karina Taravska (26)                               |                                                    |                                                    | przeparowanie                |
| 6.         | Piotr Tyburski (25)                                | Piotr Tyburski (25)                                | Piotr Tyburski (25)                                | przeparowanie                |
| 5.         | Agnieszka Boryń (26)                               | Agnieszka Boryń (26)                               | Agnieszka Boryń (26)                               | głosowanie widzów            |
| 5.         | Łukasz Bajorek (30)                                |                                                    |                                                    | głosowanie widzów            |
| 4.         | Bartłomiej Bielański (23)                          | Bartłomiej Bielański (23)                          | Bartłomiej Bielański (23)                          | przeparowanie                |
| 3.         | Oliwia „Vicky” Górecka (22)                        | oraz                                               | Dominik Sucharski (29)                             | głosowanie widzów            |
| 2.         | Alex Morzynska (32)                                | Alex Morzynska (32)                                | Alex Morzynska (32)                                | przeparowanie                |
| 1.         | Marcin Puciek (30)                                 | Marcin Puciek (30)                                 | Marcin Puciek (30)                                 | przeparowanie                |
| 1.         | Dominik „Domino” Maj (30)                          |                                                    |                                                    | przeparowanie                |

### II edycja (jesień 2020)
| Miejsce    | Ostateczne pary                                        | Ostateczne pary                                        | Ostateczne pary                                        | Sposób zajęcia danej pozycji    |
| ---------- | ------------------------------------------------------ | ------------------------------------------------------ | ------------------------------------------------------ | ------------------------------- |
| 1.         | Julia Nowakowska (20) oraz Dominik Grot (23)           | Julia Nowakowska (20) oraz Dominik Grot (23)           | Julia Nowakowska (20) oraz Dominik Grot (23)           | głosowanie widzów               |
| 2.         | Magdalena Karwacka (23) oraz Igor Łubkowski (22)       | Magdalena Karwacka (23) oraz Igor Łubkowski (22)       | Magdalena Karwacka (23) oraz Igor Łubkowski (22)       | głosowanie widzów               |
| 3.         | Aleksandra Kotowska (24) oraz Rafał Pietrzak (25)      | Aleksandra Kotowska (24) oraz Rafał Pietrzak (25)      | Aleksandra Kotowska (24) oraz Rafał Pietrzak (25)      | głosowanie widzów               |
| Eliminacja | Pozostali uczestnicy                                   | Pozostali uczestnicy                                   | Pozostali uczestnicy                                   | Powód eliminacji                |
| 10.        | Oliwia Knapek (19) oraz Mikołaj Cieśla (26)            | Oliwia Knapek (19) oraz Mikołaj Cieśla (26)            | Oliwia Knapek (19) oraz Mikołaj Cieśla (26)            | głosowanie widzów               |
| 9.         | Alicja Błaszczyk (25) oraz Michał „Mundek” Dryja (25)  | Alicja Błaszczyk (25) oraz Michał „Mundek” Dryja (25)  | Alicja Błaszczyk (25) oraz Michał „Mundek” Dryja (25)  | głosowanie uczestników          |
| 8.         | Kornelia Wełpa (24) oraz Misak „Mika” Chaczatrian (28) | Kornelia Wełpa (24) oraz Misak „Mika” Chaczatrian (28) | Kornelia Wełpa (24) oraz Misak „Mika” Chaczatrian (28) | głosowanie widzów i uczestników |
| 7.         | Alicja „Nicki” Kolasińska (26)                         | Alicja „Nicki” Kolasińska (26)                         | Alicja „Nicki” Kolasińska (26)                         | przeparowanie                   |
| 6.         | Kamil Nicalek (32)                                     | Kamil Nicalek (32)                                     | Kamil Nicalek (32)                                     | głosowanie widzów               |
| 5.         | Adrianna Gotowicka (19)                                | Adrianna Gotowicka (19)                                | Adrianna Gotowicka (19)                                | dobrowolna rezygnacja           |
| 4.         | Aleksandra Malinowska (23)                             | Aleksandra Malinowska (23)                             | Aleksandra Malinowska (23)                             | przeparowanie                   |
| 3.         | Natalia Lieber (23)                                    | oraz                                                   | Michał „Mundek” Dryja (25)                             | głosowanie widzów i uczestników |
| 2.         | Karol Małkowski (30)                                   | Karol Małkowski (30)                                   | Karol Małkowski (30)                                   | przeparowanie                   |
| 2.         | Bartłomiej Maroszek (23)                               |                                                        |                                                        | przeparowanie                   |
| 1.         | Karolina Maryam Khaleghi (21)                          | Karolina Maryam Khaleghi (21)                          | Karolina Maryam Khaleghi (21)                          | przeparowanie                   |

### III edycja (wiosna 2021)
| Miejsce    | Ostateczne pary                                        | Ostateczne pary                                        | Ostateczne pary                                        | Sposób zajęcia danej pozycji |
| ---------- | ------------------------------------------------------ | ------------------------------------------------------ | ------------------------------------------------------ | ---------------------------- |
| 1.         | Caroline Juchniewicz (26) oraz Mateusz Zacharczuk (27) | Caroline Juchniewicz (26) oraz Mateusz Zacharczuk (27) | Caroline Juchniewicz (26) oraz Mateusz Zacharczuk (27) | głosowanie widzów            |
| 2.         | Waleria Szewczyk (23) oraz Piotr Jakimczuk (32)        | Waleria Szewczyk (23) oraz Piotr Jakimczuk (32)        | Waleria Szewczyk (23) oraz Piotr Jakimczuk (32)        | głosowanie widzów            |
| 3.         | Ania Burska (29) oraz Cezary Mroczkowski (26)          | Ania Burska (29) oraz Cezary Mroczkowski (26)          | Ania Burska (29) oraz Cezary Mroczkowski (26)          | głosowanie widzów            |
| Eliminacja | Pozostali uczestnicy                                   | Pozostali uczestnicy                                   | Pozostali uczestnicy                                   | Powód eliminacji             |
| 10.        | Stella Staniszewska (29)                               | oraz                                                   | Piotr Szczurek (35)                                    | głosowanie uczestników       |
| 9.         | Angela Dańczak (25)                                    | oraz                                                   | Arsen Śliwiński (25)                                   | głosowanie widzów            |
| 8.         | Laura Sieka (22)                                       | oraz                                                   | Maciej Dąbrowski (26)                                  | głosowanie uczestników       |
| 7.         | Sandra Buczny (26)                                     | Sandra Buczny (26)                                     | Sandra Buczny (26)                                     | przeparowanie                |
| 7.         | Natalia Kacprzyk (21)                                  |                                                        |                                                        | przeparowanie                |
| 7.         | Adam Kin (24)                                          |                                                        |                                                        | przeparowanie                |
| 7.         | Mateusz Kmiecik (26)                                   |                                                        |                                                        | przeparowanie                |
| 7.         | Aneta Łukasiak (28)                                    |                                                        |                                                        | przeparowanie                |
| 7.         | Magda Sadło (28)                                       |                                                        |                                                        | przeparowanie                |
| 7.         | Matt Starkowski (33)                                   |                                                        |                                                        | przeparowanie                |
| 7.         | Michał Wilczyński (32)                                 |                                                        |                                                        | przeparowanie                |
| 6.         | Zera Ahmedova (22)                                     | Zera Ahmedova (22)                                     | Zera Ahmedova (22)                                     | przeparowanie                |
| 6.         | Marcin Czech (26)                                      | Marcin Czech (26)                                      | Marcin Czech (26)                                      | dobrowolna rezygnacja        |
| 5.         | Dominika Wróbel (24)                                   | Dominika Wróbel (24)                                   | Dominika Wróbel (24)                                   | przeparowanie                |
| 4.         | Aleksandra Nowicka (22)                                | oraz                                                   | Dawid Zadrowski (25)                                   | głosowanie uczestników       |
| 3.         | Ola Daniel (22)                                        | oraz                                                   | Jeremiasz "Jerry" Buchali (25)                         | głosowanie widzów            |
| 2.         | Daniel Kosiorek (24)                                   | Daniel Kosiorek (24)                                   | Daniel Kosiorek (24)                                   | głosowanie widzów            |
| 1.         | Natasha van Vliet (22)                                 | Natasha van Vliet (22)                                 | Natasha van Vliet (22)                                 | przeparowanie                |

Casa Amor
| Singielki z Casa Amor | Single z willi          |
| --------------------- | ----------------------- |
| Sandra Buczny (26)    | Adam Kin (24)           |
| Natalia Kacprzyk (21) | Mateusz Kmiecik (26)    |
| Aneta Łukasiak (28)   | Cezary Mroczkowski (26) |
| Magda Sadło (28)      | Matt Starkowski (33)    |
| Laura Sieka (22)      | Michał Wilczyński (32)  |

     Single, które pozostały w programie

### IV edycja (jesień 2021)
| Miejsce    | Ostateczne pary                                   | Ostateczne pary                                   | Ostateczne pary                                   | Sposób zajęcia danej pozycji |
| ---------- | ------------------------------------------------- | ------------------------------------------------- | ------------------------------------------------- | ---------------------------- |
| 1.         | Magdalena Lichota (26) oraz Wiktor Biernacki (27) | Magdalena Lichota (26) oraz Wiktor Biernacki (27) | Magdalena Lichota (26) oraz Wiktor Biernacki (27) | głosowanie widzów            |
| 2.         | Aleksandra Stręk (25) oraz Adrian Wdowiak (24)    | Aleksandra Stręk (25) oraz Adrian Wdowiak (24)    | Aleksandra Stręk (25) oraz Adrian Wdowiak (24)    | głosowanie widzów            |
| 3.         | Paulina Szczuc (25) oraz Andrzej Majchrzak (32)   | Paulina Szczuc (25) oraz Andrzej Majchrzak (32)   | Paulina Szczuc (25) oraz Andrzej Majchrzak (32)   | głosowanie widzów            |
| Eliminacja | Pozostali uczestnicy                              | Pozostali uczestnicy                              | Pozostali uczestnicy                              | Powód eliminacji             |
| 11.        | Aleksandra „Alex” Jakóbczyk (27)                  | oraz                                              | Jurek Garrido Drozdowski (23)                     | głosowanie uczestników       |
| 10.        | Ola Tomala (29)                                   | oraz                                              | Dawid Roszak (22)                                 | głosowanie uczestników       |
| 9.         | Laura Zawadzka (24)                               | oraz                                              | Arek Kapuściński (27)                             | głosowanie widzów            |
| 8.         | Edyta Marciniuk (26)                              | oraz                                              | Mateusz Smorczewski (24)                          | głosowanie uczestników       |
| 7.         | Adrian „Adi” Korakiewicz (29)                     | Adrian „Adi” Korakiewicz (29)                     | Adrian „Adi” Korakiewicz (29)                     | przeparowanie                |
| 7.         | Iwona Stypuła (25)                                |                                                   |                                                   | przeparowanie                |
| 7.         | Marta Jureczko (25)                               |                                                   |                                                   | przeparowanie                |
| 7.         | Patryk Kumański (24)                              |                                                   |                                                   | przeparowanie                |
| 7.         | Violetta Pyzik (25)                               |                                                   |                                                   | przeparowanie                |
| 7.         | Wojciech Rusek (34)                               |                                                   |                                                   | przeparowanie                |
| 6.         | Angelika Kramer (22)                              | Angelika Kramer (22)                              | Angelika Kramer (22)                              | głosowanie uczestników       |
| 6.         | Szymon Pytlewicz (26)                             |                                                   |                                                   | głosowanie uczestników       |
| 5.         | Angelika „Andzia” Sękowska (27)                   | oraz                                              | Andrzej „Jędrek” Brzeziński (28)                  | głosowanie widzów            |
| 4.         | Klaudia Gronowska (24)                            | Klaudia Gronowska (24)                            | Klaudia Gronowska (24)                            | przeparowanie                |
| 3.         | Patrycja Walczak (25)                             | Patrycja Walczak (25)                             | Patrycja Walczak (25)                             | dobrowolna rezygnacja        |
| 2.         | Monika Zielińska (29)                             | Monika Zielińska (29)                             | Monika Zielińska (29)                             | głosowanie uczestników       |
| 2.         | Bruno Świderski (25)                              |                                                   |                                                   | głosowanie uczestników       |
| 1.         | Kacper Grzeszczak (29)                            | Kacper Grzeszczak (29)                            | Kacper Grzeszczak (29)                            | przeparowanie                |

Casa Amor
| Singielki z Casa Amor | Single z willi                |
| --------------------- | ----------------------------- |
| Edyta Marciniuk (26)  | Adrian „Adi” Korakiewicz (29) |
| Iwona Stypuła (25)    | Dawid Roszak (22)             |
| Laura Zawadzka (24)   | Mateusz Smorczewski (24)      |
| Marta Jureczko (25)   | Patryk Kumański (24)          |
| Violetta Pyzik (25)   | Wojciech Rusek (34)           |

     Single, które pozostały w programie

### V edycja (wiosna 2022)
| Miejsce    | Ostateczne pary                                   | Ostateczne pary                                   | Ostateczne pary                                   | Sposób zajęcia danej pozycji |
| ---------- | ------------------------------------------------- | ------------------------------------------------- | ------------------------------------------------- | ---------------------------- |
| 1.         | Josie Kwaśniewska (25) oraz Kuba Galica (28)      | Josie Kwaśniewska (25) oraz Kuba Galica (28)      | Josie Kwaśniewska (25) oraz Kuba Galica (28)      | głosowanie widzów            |
| 2.         | Patrycja Izydorczyk (22) oraz Mikołaj Cieśla (28) | Patrycja Izydorczyk (22) oraz Mikołaj Cieśla (28) | Patrycja Izydorczyk (22) oraz Mikołaj Cieśla (28) | głosowanie widzów            |
| 3.         | Aleksandra Fudala (24) oraz Piotr Jakimczuk (33)  | Aleksandra Fudala (24) oraz Piotr Jakimczuk (33)  | Aleksandra Fudala (24) oraz Piotr Jakimczuk (33)  | głosowanie widzów            |
| Eliminacja | Pozostali uczestnicy                              | Pozostali uczestnicy                              | Pozostali uczestnicy                              | Powód eliminacji             |
| 11.        | Sandra Kruz (22)                                  | oraz                                              | Jakub Castillo (32)                               | głosowanie widzów            |
| 10.        | Anna Woźniak (28)                                 | oraz                                              | Włodek Troszyn (24)                               | głosowanie widzów            |
| 10.        | Laura Wolny (22)                                  | oraz                                              | Jurek Garrido Drozdowski (25)                     | głosowanie widzów            |
| 9.         | Oliwia Chomentowska (30)                          | Oliwia Chomentowska (30)                          | Oliwia Chomentowska (30)                          | głosowanie uczestników       |
| 9.         | Konrad Sjoberg (26)                               |                                                   |                                                   | głosowanie uczestników       |
| 8.         | Łukasz Urbaniak (27)                              | Łukasz Urbaniak (27)                              | Łukasz Urbaniak (27)                              | dobrowolna rezygnacja        |
| 7.         | Daniel Majewski (22)                              | Daniel Majewski (22)                              | Daniel Majewski (22)                              | głosowanie uczestników       |
| 7.         | Julia Muller (22)                                 |                                                   |                                                   | głosowanie uczestników       |
| 6.         | Roksana Tasiemska (25)                            | Roksana Tasiemska (25)                            | Roksana Tasiemska (25)                            | głosowanie widzów            |
| 6.         | Sidiki Coulibaly (24)                             |                                                   |                                                   | głosowanie widzów            |
| 5.         | Louise Berry (22)                                 | Louise Berry (22)                                 | Louise Berry (22)                                 | przeparowanie                |
| 4.         | Michał Gałka (24)                                 | Michał Gałka (24)                                 | Michał Gałka (24)                                 | przeparowanie                |
| 3.         | Kamila Rumin (24)                                 | Kamila Rumin (24)                                 | Kamila Rumin (24)                                 | głosowanie widzów            |
| 3.         | Radek Filipczak (30)                              |                                                   |                                                   | głosowanie widzów            |
| 2.         | Agnieszka Kozielska (31)                          | Agnieszka Kozielska (31)                          | Agnieszka Kozielska (31)                          | przeparowanie                |
| 1.         | Iwona Kuczera (26)                                | Iwona Kuczera (26)                                | Iwona Kuczera (26)                                | głosowanie uczestników       |
| 1.         | Robert Pietrek (31)                               |                                                   |                                                   | głosowanie uczestników       |

Casa Amor
| Singielki z willi       | Single z Casa Amor            |
| ----------------------- | ----------------------------- |
| Laura Wolny (22)        | Piotr Jakimczuk (33)          |
| Sandra Kruz (22)        | Jurek Garrido Drozdowski (25) |
| Klaudia Kałużna (22)    | Mikołaj Cieśla (28)           |
| Milena Sienkiewicz (25) | Maciej Dąbrowski (28)         |
| Natalia Szulborska (21) | Rafał Pietrzak (26)           |

     Single, które pozostały w programie

### VI edycja (jesień 2022)
| Miejsce    | Ostateczne pary                                              | Sposób zajęcia danej pozycji |
| ---------- | ------------------------------------------------------------ | ---------------------------- |
| 1.         | Angelina Zaichenko (23) oraz Aleksandr „Sasha” Muzheiko (28) | głosowanie widzów            |
| 2.         | Wiktoria Reglińska (21) oraz Sebastian Kalinowski (26)       | głosowanie widzów            |
| 3.         | Weronika Piątek (22) oraz Jakub Grabarek (22)                | głosowanie widzów            |
| 4.         | Sara Ciuła (26) oraz Kamil Rybak (32)                        | głosowanie widzów            |
| Eliminacja | Pozostali uczestnicy                                         | Powód eliminacji             |
| 8.         | Roksana Nitarska-Wójcik (28) oraz Paweł Pośpiech (29)        | głosowanie widzów            |
| 7.         | Paulina Wilk (23) oraz Patryk Strużyna (34)                  | głosowanie widzów            |
| 6.         | Alicja Pieniążek (22) oraz Piotr Nowakowski (27)             | głosowanie uczestników       |
| 6.         | Paweł Michalski (32)                                         | dobrowolna rezygnacja        |
| 5.         | Daniel Różański (28)                                         | głosowanie uczestników       |
| 5.         | Natalia Łempicka (23)                                        | dobrowolna rezygnacja        |
| 4.         | Weronika Bolchajmer (33)                                     | przeparowanie                |
| 3.         | Konrad Przeniosło (28)                                       | przeparowanie                |
| 3.         | Paweł Hys (25)                                               | przeparowanie                |
| 2.         | Inez Sadkowska (28)                                          | przeparowanie                |
| 1.         | Karolina Radziszewska (32)                                   | głosowanie uczestników       |
| 1.         | Mateusz Górski (29)                                          | głosowanie uczestników       |

Casa Amor
| Singielki z willi       | Single z Casa Amor    |
| ----------------------- | --------------------- |
| Alicja Pieniążek (22)   | Patryk Piechocki (23) |
| Natalia Wydrzyńska (24) | Paweł Pośpiech (29)   |
| Klaudia Bogumił (32)    | Jakub Świder (25)     |
| Angelina Zaichenko (23) | Patryk Strużyna (34)  |
| Ada Śmiałkowska (24)    | Piotr Nowakowski (27) |

     Single, które pozostały w programie

### VII edycja (wiosna 2023)
| Miejsce    | Ostateczne pary                                  | Sposób zajęcia danej pozycji |
| ---------- | ------------------------------------------------ | ---------------------------- |
| 1.         | Agata Paź (29) oraz Hubert Wicher (25)           | głosowanie widzów            |
| 2.         | Beata Kurpas (25) oraz Kamil Jagielski (27)      | głosowanie widzów            |
| 3.         | Marta Borkowska (28) oraz Adam Boguta (27)       | głosowanie widzów            |
| 4.         | Sandra Dorsz (22) oraz Mateusz Świerczyński (27) | głosowanie widzów            |
| Eliminacja | Pozostali uczestnicy                             | Powód eliminacji             |
| 11.        | Marta Kowalska (28)                              | głosowanie widzów            |
| 11.        | Kamil Al-Temimi (25)                             | głosowanie widzów            |
| 10.        | Agnieszka Tomczyk (21)                           | głosowanie uczestników       |
| 10.        | Kuba Wojnowski (35)                              | głosowanie uczestników       |
| 9.         | Ola Tomala (31)                                  | głosowanie uczestników       |
| 9.         | Michał Kurczewski (35)                           | głosowanie uczestników       |
| 8.         | Jakub „Jay” Wiśniewski (26)                      | przeparowanie                |
| 8.         | Julia Dylewska (19)                              | dobrowolna rezygnacja        |
| 7.         | Julia Drewa (21)                                 | przeparowanie                |
| 7.         | Sandra Kosik (21)                                | przeparowanie                |
| 6.         | Mateusz Mitko (28)                               | przeparowanie                |
| 6.         | Dawid Dybowski (27)                              | przeparowanie                |
| 5.         | Jagoda Gromala (22)                              | dobrowolna rezygnacja        |
| 4.         | Alicja Ostrouch (26)                             | przeparowanie                |
| 4.         | Wojciech Szulczewski (24)                        | przeparowanie                |
| 3.         | Łukasz Urbaniak (29)                             | głosowanie uczestników       |
| 3.         | Wiktoria Kowalczyk (24)                          | głosowanie uczestników       |
| 2.         | Patryk Szczypczyk (30)                           | przeparowanie                |
| 2.         | Klaudia Szponar (25)                             | przeparowanie                |
| 1.         | Kinga Rafalska (28)                              | przeparowanie                |

Casa Nowa
Uczestniczki z willi udały się do tzw. Casa Nowa i w ukryciu obserowały mężczyzn, do których dołączyło sześć nowych singielek.
| Singielki z willi      |
| ---------------------- |
| Julia Drewa (21)       |
| Justyna Walczak (31)   |
| Marta Kowalska (28)    |
| Aleksandra Basiak (22) |
| Sandra Dorsz (22)      |
| Sandra Kosik (21)      |

     Singielki, które pozostały w programie

### VIII edycja (jesień 2023)
| Miejsce    | Ostateczne pary                                       | Sposób zajęcia danej pozycji |
| ---------- | ----------------------------------------------------- | ---------------------------- |
| 1.         | Laura Gołaszewska (21) oraz Armin Pawlak (28)         | głosowanie widzów            |
| 2.         | Jaqueline Sgonina (31) oraz Bartłomiej Ratajczak (32) | głosowanie widzów            |
| 3.         | Karolina Gackowska (22) oraz Rafał Rużyło (31)        | głosowanie widzów            |
| 4.         | Oliwka Kamer (23) oraz Adam Ossowski (22)             | głosowanie widzów            |
| Eliminacja | Pozostali uczestnicy                                  | Powód eliminacji             |
| 11.        | Sofi Hojka (30)                                       | głosowanie widzów            |
| 11.        | Albert Pędziwiatr (25)                                | głosowanie widzów            |
| 10.        | Jakub Stanisławski (25)                               | przeparowanie                |
| 9.         | Oliwia „Lori” Lachnik (25)                            | głosowanie uczestników       |
| 9.         | Przemek Mocio (23)                                    | głosowanie uczestników       |
| 9.         | Oliwia Kwapińska (22)                                 | głosowanie uczestników       |
| 8.         | Ania Malinowska (28)                                  | dobrowolna rezygnacja        |
| 7.         | Weronika Gronczewska (31)                             | dobrowolna rezygnacja        |
| 6.         | Bartek Styczyński (30)                                | głosowanie uczestników       |
| 5.         | Łukasz Pietrzak (31)                                  | głosowanie uczestników       |
| 5.         | Wiktoria Trawczyńska (23)                             | głosowanie uczestników       |
| 5.         | Albert Pędziwiatr (25)                                | głosowanie uczestników       |
| 5.         | Karolina Gackowska (22)                               | głosowanie uczestników       |
| 4.         | Arek Oryga (23)                                       | głosowanie uczestników       |
| 4.         | Klaudia Śliwa (27)                                    | głosowanie uczestników       |
| 3.         | Marcin „Wiśnia” Wiśniewski (28)                       | głosowanie uczestników       |
| 3.         | Klaudia Gerlicka (30)                                 | głosowanie uczestników       |
| 2.         | Anhelina Tenkova (25)                                 | głosowanie uczestników       |
| 1.         | Mateusz Wysocki (26)                                  | przeparowanie                |

Casa Amor
| Singielki z Casa Amor   | Single z willi          |
| ----------------------- | ----------------------- |
| Sofi Hojka (30)         | Mateusz Szewczyk (27)   |
| Oliwia Kwapińska (22)   | Przemek Mocio (23)      |
| Oliwka Kamer (23)       | Jakub Stanisławski (25) |
| Nikoletta Markuzel (26) | Patryk Grzelczyk (25)   |

     Single, które pozostały w programie

### IX edycja (wiosna 2024)
| Miejsce    | Ostateczne pary                                    | Sposób zajęcia danej pozycji |
| ---------- | -------------------------------------------------- | ---------------------------- |
| 1.         | Zuzanna Maciejewska (26) oraz Jarek Mrozowski (25) | głosowanie widzów            |
| 2.         | Patrycja Piórkowska (23) oraz Robert Gruszka (28)  | głosowanie widzów            |
| 3.         | Joanna Baziak (24) oraz Rafał Bierówka (31)        | głosowanie widzów            |
| Eliminacja | Pozostali uczestnicy                               | Powód eliminacji             |
| 10.        | Amanda Karpowicz (21)                              | głosowanie widzów            |
| 10.        | Daniel Kowalski (30)                               | głosowanie widzów            |
| 10.        | Angelika Juraszek (29)                             | głosowanie widzów            |
| 10.        | Mateusz Bębnowski (31)                             | głosowanie widzów            |
| 9.         | Jakub Roniewicz (26)                               | przeparowanie                |
| 9.         | Wiktoria Antolak (19)                              | głosowanie uczestników       |
| 9.         | Dawid Marcinkowski (28)                            | głosowanie uczestników       |
| 9.         | Aleksandra Puławska (20)                           | głosowanie uczestników       |
| 8.         | Nicole Carpenter (21)                              | złamanie regulaminu          |
| 8.         | Mateusz Dziedzic (26)                              | złamanie regulaminu          |
| 7.         | Oliwia Sokołowska (28)                             | głosowanie uczestników       |
| 7.         | Adrian Jeziorski (23)                              | głosowanie uczestników       |
| 6.         | Daria Dędek (26)                                   | przeparowanie                |
| 5.         | Weronika Ciołek (24)                               | przeparowanie                |
| 4.         | Piotr Kowalczyk (25)                               | głosowanie widzów            |
| 3.         | Emilia Stec (21)                                   | dobrowolna rezygnacja        |
| 2          | Wiktoria Antolak (19)                              | głosowanie uczestników       |
| 2          | Daniel Juszkiewicz (25)                            | głosowanie uczestników       |
| 2          | Patrycja Piórkowska (23)                           | głosowanie uczestników       |
| 2          | Bartosz Pindur (23)                                | głosowanie uczestników       |
| 1.         | Arkadiusz Skrzypek (31)                            | przeparowanie                |

Casa Nowa
Uczestniczki z willi udały się do tzw. Casa Nowa i w ukryciu obserowały mężczyzn, do których dołączyło pięć nowych singielek.
| Singielki z willi          |
| -------------------------- |
| Amanda Karpowicz (21)      |
| Angelika Juraszek (29)     |
| Dominika Jarmoszewska (26) |
| Aleksandra Puławska (20)   |
| Sylwia Fidor (32)          |

     Singielki, które pozostały w programie
     Singielki, które pozostały w programie, lecz stworzyły pary z nowym singlem

### Decyzje w finale
| Edycja | Uczestnik i jego decyzja (wygrana) | Uczestnik i jego decyzja (wygrana) | Data finału          |
| ------ | ---------------------------------- | ---------------------------------- | -------------------- |
| 1.     | Sylwia                             | Mikołaj                            | 13 października 2019 |
| 1.     | „miłość” (50 000 zł)               | „miłość” (50 000 zł)               | 13 października 2019 |
| 2.     | Julia                              | Dominik                            | 9 października 2020  |
| 2.     | „miłość” (50 000 zł)               | „miłość” (50 000 zł)               | 9 października 2020  |
| 3.     | Caroline                           | Mateusz                            | 11 kwietnia 2021     |
| 3.     | „miłość” (50 000 zł)               | „miłość” (50 000 zł)               | 11 kwietnia 2021     |
| 4.     | Magdalena                          | Wiktor                             | 10 października 2021 |
| 4.     | „miłość” (50 000 zł)               | „miłość” (50 000 zł)               | 10 października 2021 |
| 5.     | Josie                              | Kuba                               | 10 kwietnia 2022     |
| 5.     | „miłość” (50 000 zł)               | „miłość” (50 000 zł)               | 10 kwietnia 2022     |
| 6.     | Angelina                           | Sasha                              | 9 października 2022  |
| 6.     | „miłość” (50 000 zł)               | „miłość” (50 000 zł)               | 9 października 2022  |
| 7.     | Agata                              | Hubert                             | 9 kwietnia 2023      |
| 7.     | „miłość” (50 000 zł)               | „miłość” (50 000 zł)               | 9 kwietnia 2023      |
| 8.     | Laura                              | Armin                              | 14 października 2023 |
| 8.     | „miłość” (50 000 zł)               | „miłość” (50 000 zł)               | 14 października 2023 |
| 9.     | Zuzanna                            | Jarek                              | 14 kwietnia 2024     |
| 9.     | „miłość” (50 000 zł)               | „miłość” (50 000 zł)               | 14 kwietnia 2024     |

## Emisja w telewizji
Uwaga: tabela zawiera informacje odnoszące się wyłącznie do tych wydań programu, które nadano w telewizji, a podane informacje dotyczą pierwszej emisji telewizyjnej; w niniejszej sekcji nie uwzględniono emisji powtórek, dostępności w serwisach internetowych (także ewentualnej przedpremierowej), ani dodatkowych wydań dystrybuowanych głównie bądź wyłącznie za pośrednictwem Internetu.
| Edycja | Odcinki      | Pierwsza emisja telewizyjna | Pierwsza emisja telewizyjna | Pierwsza emisja telewizyjna | Pierwsza emisja telewizyjna                                        | Pierwsza emisja telewizyjna | Pierwsza emisja telewizyjna |
| Edycja | Odcinki      | Sezon                       | Premiera                    | Finał                       | Pora emisji                                                        | Średnia oglądalność         | Stacja telewizyjna          |
| ------ | ------------ | --------------------------- | --------------------------- | --------------------------- | ------------------------------------------------------------------ | --------------------------- | --------------------------- |
| 1.     | 1–36 (36)    | jesień 2019                 | 2 września 2019             | 13 października 2019        | poniedziałek–piątek 22.15 (wydania główne) niedziela 22.15 (finał) | 653 tys.                    | Polsat                      |
| 1.     | 1–36 (36)    | jesień 2019                 | 2 września 2019             | 13 października 2019        | niedziela 22.15 (podsumowania tygodnia)                            | 653 tys.                    | Polsat                      |
| 2.     | 37–71 (35)   | jesień 2020                 | 31 sierpnia 2020            | 9 października 2020         | niedziela–piątek 22.10                                             | 629 tys.                    | Polsat                      |
| 3.     | 72–107 (36)  | wiosna 2021                 | 28 lutego 2021              | 11 kwietnia 2021            | niedziela–piątek 22.10                                             | 761 tys.                    | Polsat                      |
| 4.     | 108–143 (36) | jesień 2021                 | 30 sierpnia 2021            | 10 października 2021        | niedziela–piątek 22.10                                             | 634 tys.                    | Polsat                      |
| 5.     | 144–179 (36) | wiosna 2022                 | 28 lutego 2022              | 10 kwietnia 2022            | niedziela–piątek 22.10                                             | 524 tys.                    | Polsat                      |
| 6.     | 180–215 (36) | jesień 2022                 | 29 sierpnia 2022            | 9 października 2022         | niedziela–piątek 22.10                                             | 463 tys.                    | Polsat                      |
| 7.     | 216–251 (36) | wiosna 2023                 | 27 lutego 2023              | 9 kwietnia 2023             | niedziela–piątek 21.00                                             | 472 tys.                    | TV4                         |
| 8.     | 252–287 (36) | jesień 2023                 | 4 września 2023             | 14 października 2023        | niedziela–piątek 21.00 sobota 21.00 (finał)                        | 321 tys.                    | TV4                         |
| 9.     | 288–324 (36) | wiosna 2024                 | 4 marca 2024                | 14 kwietnia 2024            | niedziela–piątek 22.00                                             | 315 tys.                    | TV4                         |

Wszystkie odcinki programu udostępniano ponadto w serwisie Polsat Box Go.